# Petra J. Fischerová
Petra J. Fischerová (3. října 1952 – 25. července 2021 Roudnice nad Labem) byla česká akademická malířka. 

## Život
Absolvovala pražskou Akademii výtvarného umění. Ve své tvorbě se věnovala malbě olejem, akrylem, kresbě pastelem na barevné papíry a perokresbě. Zabývala se též linorytu a fotografii. Náměty jejích děl pocházely z křesťanství, anatomie, psychologie člověka a krás lidského těla. Svá díla několikrát vystavovala například v Nejdku, Dolních Bojanovicích či v Praze.
Byla autorkou básnické sbírky Lehce našlapovat, která vyšla v roce 2005. Její partnerkou byla Zoe Hauptová.